# USS Baya (SS-318)
Za druga plovila z istim imenom glejte USS Baya.
USS Baya (SS-318) je bila jurišna podmornica razreda balao v sestavi Vojne mornarice Združenih držav Amerike.